# Badefols-d’Ans
Badefols-d’Ans település Franciaországban, Dordogne megyében. Lakosainak száma 410 fő (2022. január 1.). Badefols-d’Ans Boisseuilh, Louignac, Châtres, Coubjours, Hautefort, Nailhac, Teillots és Villac községekkel határos.

## Népesség
A település népességének változása:
| Lakosok száma | 545  | 511  | 451  | 463  | 445  | 425  | 404  | 391  | 386  | 410  |
|               | 1968 | 1982 | 1990 | 2006 | 2013 | 2015 | 2017 | 2019 | 2020 | 2022 |